# Mirazizbek Mirzahalilov
Mirazizbek Mirzahalilov (usbekisch-kyrillisch Миразизбек Мирзаҳалилов; russisch Миразизбек Мирзахалилов / Mirasisbek Mursachalilow; englisch Mirazizbek Mirzakhalilov; * 27. Februar 1995 in Quva, Provinz Fargʻona) ist ein usbekischer Boxer.

## Amateurkarriere
Mirazizbek Mirzahalilov gewann bereits 2013 die Silbermedaille im Fliegengewicht bei den Asien-Jugendmeisterschaften auf Luzon.
Er ist zudem Gewinner der Asienspiele 2018 in Jakarta und der Asienmeisterschaften 2019 in Bangkok, jeweils im Bantamgewicht.
Im Federgewicht startend, gewann er dann noch die Weltmeisterschaften 2019 in Jekaterinburg, wobei er unter anderem Mohamed Hamout, Qairat Jeralijew, Erdenebatyn Tsendbaatar und Lázaro Álvarez besiegen konnte.
2021 gewann er die Silbermedaille bei den Asienmeisterschaften in Doha. Im März 2020 gewann er die asiatische Olympiaqualifikation und startete daraufhin bei den 2021 in Tokio ausgetragenen Olympischen Spielen. Dort unterlag er im Achtelfinale gegen Kurt Walker.
2024 gewann er die Asienmeisterschaft und erreichte 2025 den zweiten Platz beim von World Boxing veranstalteten Weltcup in Brasilien.

## Profikarriere
Sein Profidebüt gewann er am 3. April 2021.